# 해피실버 고향은 지금
《해피실버 고향은 지금》은 1997년 3월 3일부터 2009년 1월 25일까지 MBC TV에서 방송되었던 시사교양 프로그램이았다.

## 기획 의도
- 가슴 푸근한 고향 소식을 전해주었던 고향정보 프로그램이었다.

## 방송 시간
| 방송 채널 | 방송 기간                          | 방송 시간                                | 비고  |
| --------- | ---------------------------------- | ---------------------------------------- | ----- |
| MBC TV    | 1997년 3월 3일 ~ 1997년 10월 17일  | 매주 평일 오전 11시 5분 ~ 11시 50분      |       |
| MBC TV    | 1997년 10월 20일 ~ 1999년 5월 8일  | 매주 월요일 ~ 토요일 아침 8시 10분 ~ 9시 |       |
| MBC TV    | 1999년 5월 10일 ~ 2000년 10월 7일  | 매주 월요일 ~ 토요일 아침 8시 30분 ~ 9시 |       |
| MBC TV    | 2000년 10월 15일 ~ 2001년 8월 19일 | 매주 일요일 아침 7시 40분 ~ 9시          |       |
| MBC TV    | 2001년 8월 26일 ~ 2002년 3월 31일  | 매주 일요일 아침 8시 ~ 9시               |       |
| MBC TV    | 2002년 4월 7일 ~ 2003년 4월 27일   | 매주 일요일 아침 7시 30분 ~ 8시 50분     |       |
| MBC TV    | 2003년 5월 4일 ~ 2006년 3월 12일   | 매주 일요일 아침 7시 10분 ~ 8시 10분     | [ 1 ] |
| MBC TV    | 2006년 3월 19일 ~ 2008년 11월 16일 | 매주 일요일 아침 7시 10분 ~ 8시 20분     |       |
| MBC TV    | 2008년 11월 23일 ~ 2009년 1월 25일 | 매주 일요일 아침 7시 25분 ~ 8시 20분     |       |

## 진행자
- 1기 신동호, 박나림
- 2기 신동호, (故)정미홍
- 3기 김성환, (故)정미홍
- 4기 김성환, (故)김태희
- 5기 김성환, 조수희
- 6기 김성환, 황선숙

## 경쟁 프로그램
- 6시 내고향 (KBS 1TV)
- 네트워크 현장! 고향이 보인다 (SBS TV)